# Seppeltia succuba
Seppeltia succuba är en bladmossart som beskrevs av Riclef Grolle. Seppeltia succuba ingår i släktet Seppeltia och familjen Pallaviciniaceae. Inga underarter finns listade i Catalogue of Life.